# Tityus discrepans
Tityus discrepans es una especie de escorpiones de la familia Buthidae. Esta especie presenta una amplia distribución en el norte de Sudamérica.

## Características diagnósticas
Suelen ser escorpiones de talla mediana, los machos alcanzando talla de unos 71 mm de longitud, y las hembras miden 60 mm. Los machos tienen las quelas un poco más gruesas que las hembras. El aguijón es de apariencia doble con un pequeño acúleo. El cuerpo y los pedipalpos presentan una coloración pardo - rojizo, mientras que las patas son un poco más claras; en lo que respecta a la cola los últimos segmentos (segmentos IV y V) de la cola o metasoma y el telson o aguijón son de color negro, al igual que los dedos de las quelas. presentan relevancia taxonómica el segmento caudal V el cual suele medir en los machos unos 9,3 mm y en las hembras unos 8,1 mm. Es importante tener en cuenta que los juveniles tienen una coloración diferente a los adultos, por lo general de color pardo - amarillento claro, con áreas oscuras en el dorso, quelíceros, la cola y los pedipalpos, presentan las puntas un poco más clara.
Esta especie presenta actividad nocturna y suele alimentarse de arañas, saltamontes, cucarachas y mariposas. También le observado depredando a otros alacranes. Por lo general solo se juntan para aparearse, el resto del tiempo presentan comportamiento solitario.

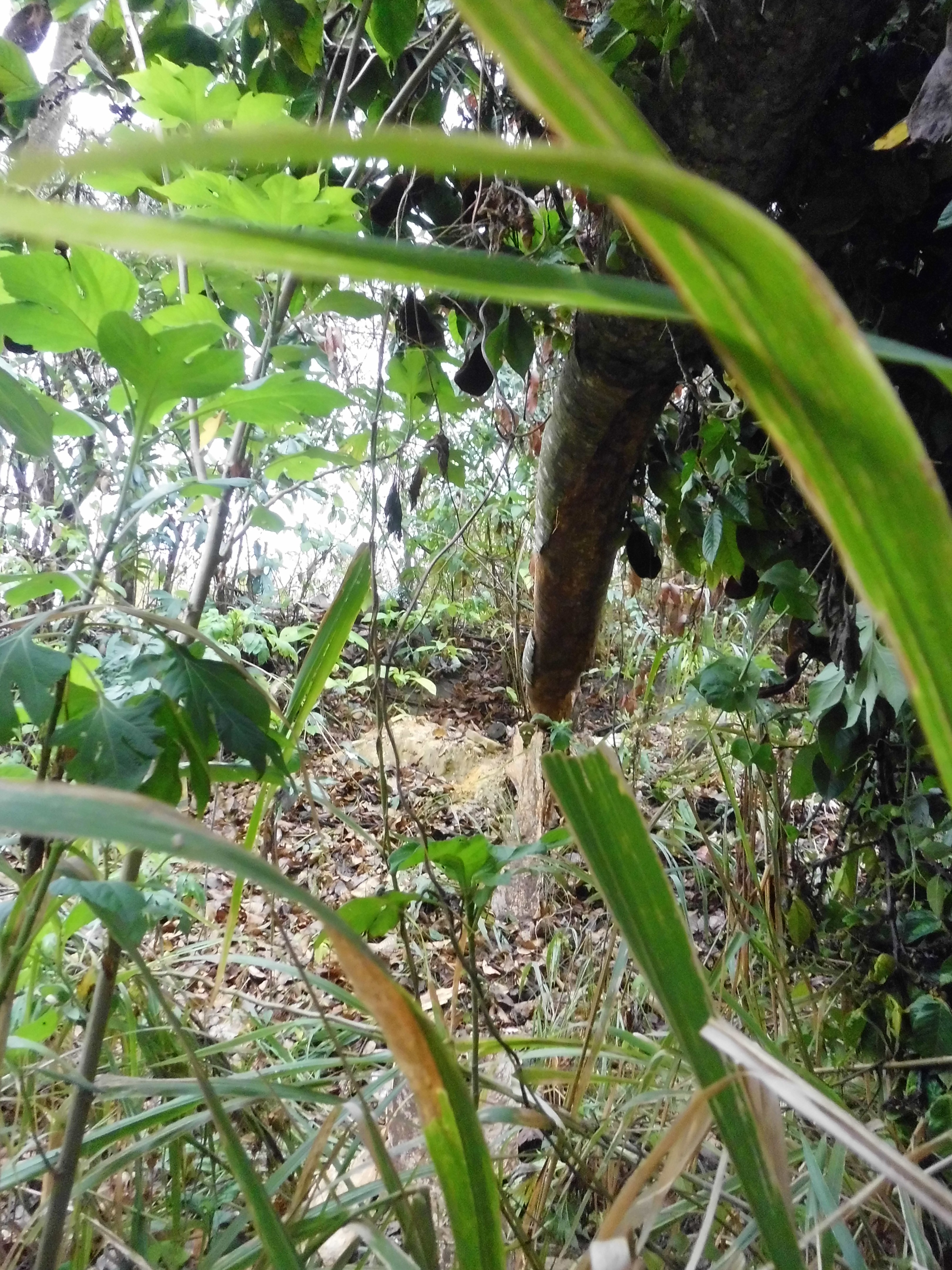
Bosque con hojarasca típico hábitat de Tityus discrepans en El Hatillo - Venezuela

## Distribución

Área de máxima distribución Tiyus discrepans en Venezuela

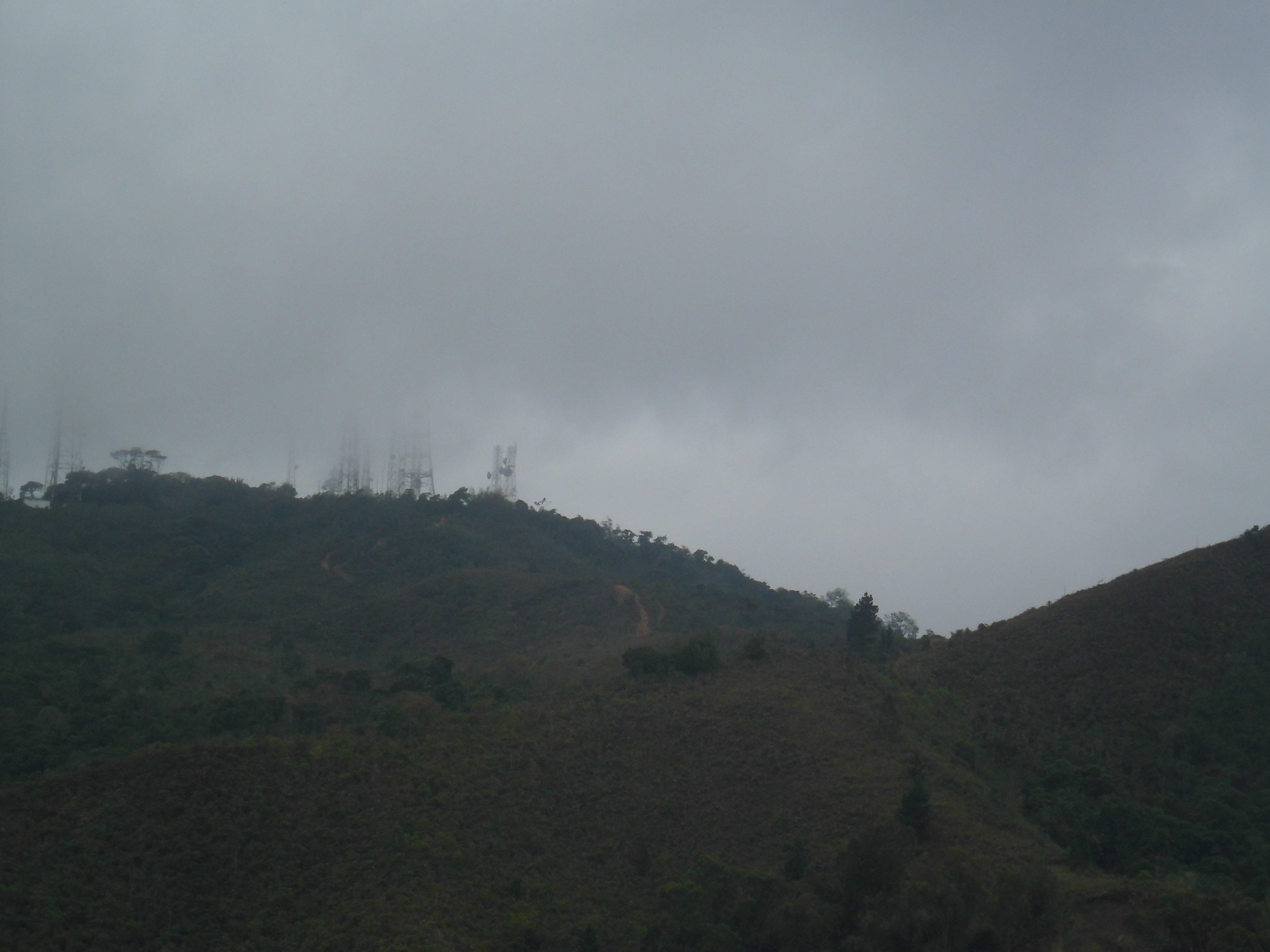
Tiyus discrepans presenta altas densidades poblacionales en el cerro El Volcán, El Hatillo Venezuela

Esta especie se le ha señalado en Brasil, Surinam, Venezuela, Guyana y Trinidad y Tobago. En Venezuela esta especie ha sido señalada ampliamente para área central de la cordillera de la costa principalmente los estados Aragua, Distrito Capital, Miranda y parte norte de Guárico. En el área del municipio El Hatillo del estado Miranda en Venezuela esta especie presente altas densidades poblacionales y se le ha colectado en localidades como El Manantial, El Cigarral, La Boyera, Los Pinos, La Cabaña, Los Geranios, Alto Hatillo, El Hatillo, Los Pomelos, Cementerio del Este, La Lagunita, El Arroyo, La Unión, Caicaguana, Lomas de La Lagunita, Oripoto, Tusmare, El Volcán, Gavilán, La Mata, Sabaneta, Turgua, Sisipa, La Mata y Sabaneta.

### Hábitat
Tityus discrepans suele habitar en áreas boscosas normalmente bajo la hojarasca y piedras, grietas, cortezas de los árboles, orquídeas y bromelias. En ambientes intervenidos se le suele encontrar dentro de las sábanas, ropa, zapatos y otros objetos de la vivienda.

## Comportamiento reproductor
Entre las pocas veces que se pueden ver dos escorpiones de esta especie juntos es precisamente durante el proceso de cortejo y cópula su reproducción es sexual como en todos los escorpiones. El proceso del acto reproductor los inicia el macho realizando una danza en la cual sujetando a la hembra por las quelas la moviliza hasta que logra llevarla al lugar donde ha depositado su bolsa de esperma (espermateca) para introducirla en ella posteriormente si lo logra el macho huye, ya que en la mayoría de los casos es depredado por la hembra. El acto de reproducción ocurre varias veces al año, con un aproximado de entre 15 y 30 o más crías en cada cohorte. Durante el periodo de apareamiento y gestación los huevos fecundados se desarrollarán dentro de los conductos genitales de la hembra, los que hacen de ovario y de útero al mismo tiempo. Las crías nacen totalmente desarrolladas y al nacer se ubican sobre el dorso de la madre donde permanecen hasta la primera muda.

## Importancia médica
Tityus discrepans constituye un problema de salud pública en Venezuela, anualmente se reportan aproximadamente 2.000 envenenamientos escorpiónicos, afectando a personas de todas las edades y con mayor influencia en niños y ancianos. En caso empozoñamineto escorpiónico la víctima suele presentar la siguiente sintomatología piloerección, dificultad de respirar, salivación excesiva, calambres en las piernas, convulsiones, relajación de los esfínteres, fiebre y en algunos casos vómitos. Adicionalmente se pueden producir fallas cardíacas, edema pulmonar y hasta pancreatitis.
El veneno de esta especie de escorpión actúa alterando los tiempos de coagulación en humanos. El veneno está constituido de un elevado grupo de toxinas, unas 80 aproximademnte, de las cuales unas 10 son altamente peligrosas para el ser humano pudiendo ocasionar la muerte de un niño en poca horas; el envenenamiento se produce debido al bajo peso molecular de las toxinas lo que les permite viajar rápidamente a través del torrente sanguíneo y llegar a órganos vitales tales como corazón, el páncreas y el pulmón y causar daños irreversibles.